# Francesco Musotto (1881-1961)
|  | No s'ha de confondre amb el seu net Francesco Musotto. |

Francesco Musotto (Pollina, 13 de març de 1881 – Palerm, 4 d'agost de 1961) fou un polític sicilià. Fou magistrat i diputat del Regne d'Itàlia en la llista dels reformistes (socialista). El 1924 fou elegit a la Cambra dels Diputats per la llista feixista, però després va prendre posicions antifeixistes i deixà la política per a dedicar-se completament a la magistratura.
Els aliats el nomenaren prefecte de Palerm el 1943 i el 10 de setembre del mateix any fou nomenat Alt Comissari de Sicília. Era considerat filoseparatista i amic Andrea Finocchiaro Aprile. El juliol de 1944 fou substituït per Salvatore Aldisio.
Fou elegit per a la Cambra dels Diputats a les eleccions legislatives italianes de 1946 dins les llistes del Partit Socialista Italià. A les de 1948 fou escollit novament a les llistes del Front Democràtic Popular i novament amb el PSI a les de 1953 i 1958. El seu nebot Francesco Musotto és president de la província de Palerm.